# Молиска епархия
Молиската епархия (на гръцки: Ιερά Επισκοπή Μολίσκου) е бивша епархия на Охридската архиепископия, съществувала до XVII век в южна Македония с център град Молиск, Гревенско, от който днес са запазани само руини.

## Йерарси
| Име      | Име       | Години                                                         |
| -------- | --------- | -------------------------------------------------------------- |
| Игнатий  | Ιγνάτιος  | в 1579/1580                                                    |
| Софроний | Σωφρόνιος | подписал грамотата на охридския архиепископ Аврамий от 1631 г. |

## Манастири
През втората половина на Х век епископията на Омолиск има три манастира. Първият е Торнишкият манастир „Успение Богородично“, построена на левия бряг на Бистрица, чиято двуетажна църква е оцеляла и до днес. В долната част на двуетажната църква в 1224 година работи католическият латински кардинал Варинос. В 1658 година в манастира е заточен епископ Мелетий Сервийски след свалянето му.
Вторият манастир на Молиската епархия е „Свети Георги“ на ктитора Георгиос от Турник, основан в местността Забърдо (Ζάμπουρντα). В руините на този манастир Свети Никанор построява нов манастир „Свето Преображение Господне“ през 1534 година.
Третият манастир „Свети Николай Омолянски или Милянски“ на ктитора Николаос от Турник се намирал близо до изворите на реката на Неохори. Днес е в руини.